# Al Dhanab
Al Dhanab (gamma Gruis) is een ster met schijnbare magnitude 3,0 in het sterrenbeeld Kraanvogel (Grus). De ster met spectraalklasse B8III staat op een afstand van 183,2 lichtjaar van de zon. 
Gamma Gruis bevindt zich ten zuiden van het westelijke gedeelte van het sterrenbeeld Zuidervis (Piscis Austrinus) waarvan de heldere ster Fomalhaut (Alpha Piscis Austrini) een opvallende verschijning boven de zuidelijke horizon vormt, voornamelijk gedurende de herfstperiode .

## Zichtbaarheid
Gedurende uitzonderlijk heldere en zeer transparante atmosferische omstandigheden kunnen pogingen ondernomen worden om Gamma Gruis vanuit de Benelux waar te nemen, en wel vooral tijdens de culminatie ervan. Deze ster klimt niet hoger dan 1 en een halve graad boven de zuidelijke horizon, en is daardoor enkel waarneembaar met behulp van verrekijkers of telescopen. Gamma Gruis is de meest noordelijke van de helderste sterren in het sterrenbeeld Kraanvogel, en is voor waarnemers van zuidelijke sterrenbeelden een aanrader, vooral om een ster van dit sterrenbeeld, waarvan het grootste gedeelte ervan zich voor bewoners van de Benelux nooit zal vertonen, toch te zien te krijgen.